# Ardisia pygmaea
Ardisia pygmaea är en viveväxtart som beskrevs av Elmer Drew Merrill. Ardisia pygmaea ingår i släktet Ardisia och familjen viveväxter. Inga underarter finns listade i Catalogue of Life.